# 蘭吉區

蘭吉區（西班牙語：Distrito de Langui），是秘魯的一個區，位於該國南部庫斯科大區的卡納斯省，始建於1834年8月29日，面積187.1平方公里，海拔高度3,969米，2005年人口3,032，人口密度每平方公里16人。